# Pahang (fiume)
Il Pahang è un fiume della regione di Pahang, nella Malaysia Occidentale (Malacca). È il fiume più lungo della penisola malese. Nasce dall'unione di due rami sorgentizi, il Jelai e il Tembeling, circa 16 km a nord di Jerantut, e scorre verso sud attraverso Temerloh, parallelamente alla Catena Centrale, fino a Mengkarak, dove, nel punto in cui le montagne lasciano spazio alla pianura, svolta improvvisamente verso est. Il fiume in seguito termina il suo percorso di 436 km, attraverso pianure alluvionali larghe più di 32 km, per sfociare nel mar Cinese Meridionale a Pekan.
Navigabile controcorrente da imbarcazioni a fondo piatto per circa 400 km, il Pahang costituì un'importante via di comunicazione per gli scambi commerciali tra le coste orientali e occidentali durante il XV e XVI secolo. I colonizzatori in seguito risalirono il corso del fiume, impiantando piantagioni di caucciù e palma da cocco lungo le sue sponde. La deforestazione nel suo bacino ha avuto come conseguenza gravi inondazioni durante la stagione dei monsoni (novembre-febbraio).